# Forteresse aldobrandesque (Buriano)
La Forteresse aldobrandesque (en italien ; Rocca aldobrandesca), également connu sous le nom de Castello di Buriano, est située dans le village de Buriano une frazione de Castiglione della Pescaia, dans la province de Grosseto en Toscane,.

## Histoire
La Rocca Aldobrandesca a été construite par les Aldobrandeschi à partir du Xe siècle, qui l'ont ensuite laissé en usufruit à une famille locale alliée à eux, les Lambardi qui, en 1332, ont été contraints de faire un acte de soumission de tous leurs biens à la république de Sienne qui, depuis lors, a commencé à contrôler la forteresse qui, des décennies plus tard, a été cédée aux Pisans.
En 1398, Buriano et sa forteresse furent conquises par la famille Appiano, faisant ainsi partie de la principauté de Piombino.
Le long séjour dans l'état de Piombino jusqu'en 1815 a conduit, à plusieurs reprises, à la modification de certaines parties de la fortification pour l'adapter aux nouveaux besoins. Avec l'annexion ultérieure au grand-duché de Toscane, la forteresse fut définitivement abandonnée et commença ainsi une longue période de détérioration qui compromettait en partie sa structure d'origine.

## Description
Il reste d'imposantes ruines constituées d'une série de bâtiments adossés les uns aux autres qui s'articulent sur deux niveaux et s'ordonnent autour d'une cour intérieure fortifiée.
Les structures murales, entièrement recouvertes de pierre, sont insérées parmi les restes de quelques tours à section quadrangulaire et à base inclinée ; à différentes hauteurs, ils présentent une série de petites meurtrières en forme de carré. Il convient de noter une fenêtre à lancette unique bien conservée avec un arc en plein cintre, qui évoque les éléments stylistiques romans d'origine.

## Galerie

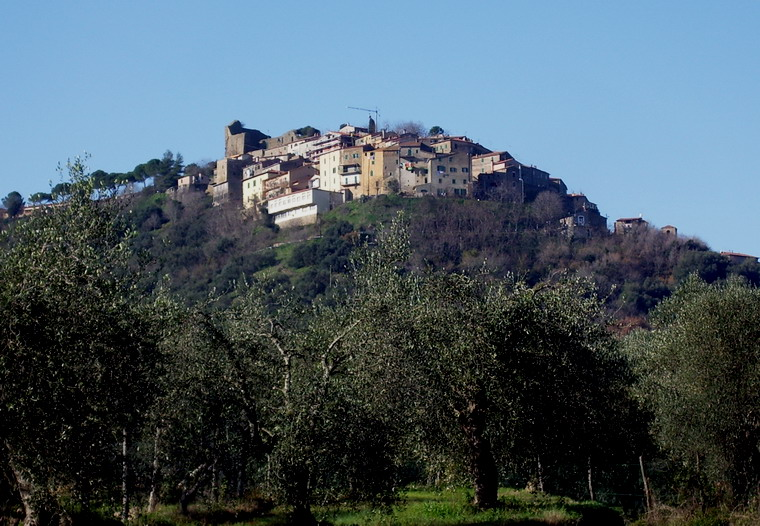
Buriano
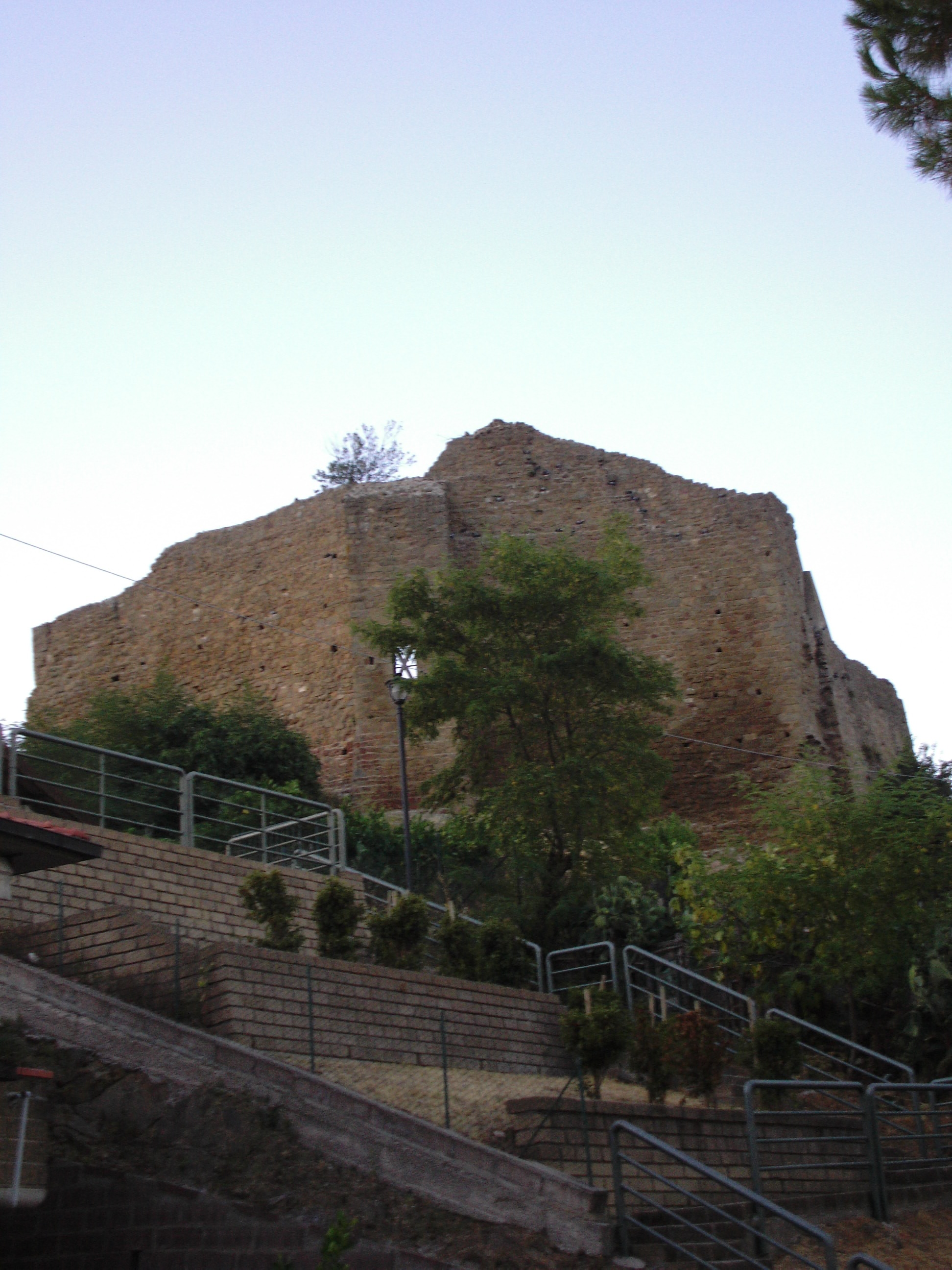
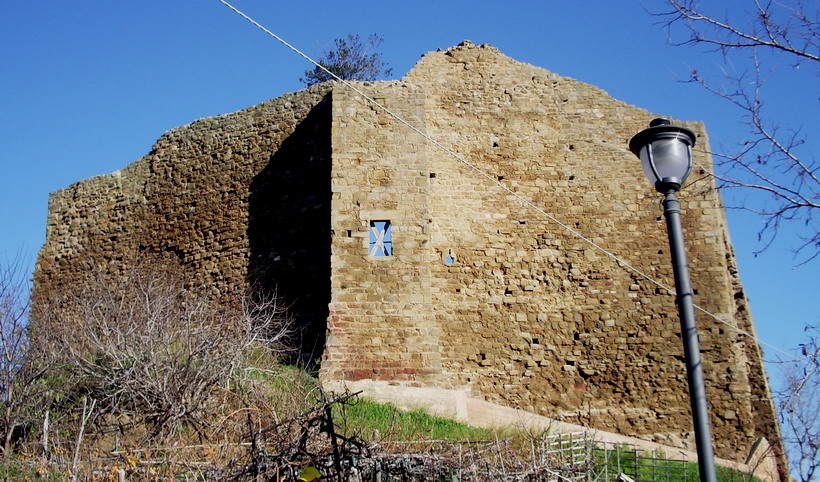